# Moulin de Kerguerhent
 (septembre 2021).
Le moulin de Kerguerhent [ker'geren] est un moulin à rodet du XVIIIe siècle, situé dans la commune de Pouldergat, entre le Pays Bigouden, le Pays Glazik et le pays des Penn Sardin dans le Finistère. Crée en 1718, il fonctionnait grâce à un bief du Goyen.

## Géographie et géologie

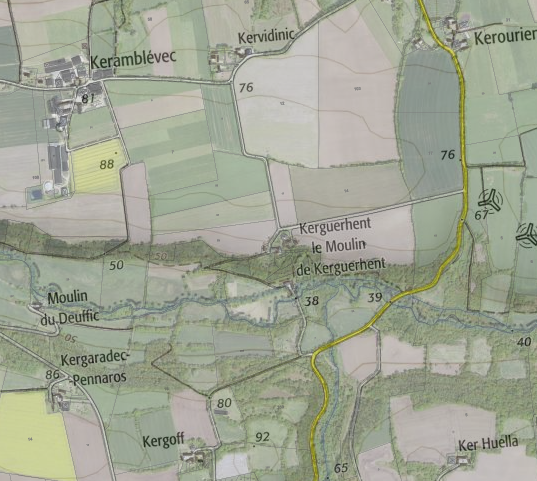
Capture d'écran Géoportail du Moulin de Kerguerhent et de son bief au sein de la vallée du Goyen.

Le Moulin de Kerguerhent est situé au creux de la vallée du Goyen à une altitude de 38 mètres. Cette vallée de ligne de faille passe d'un couloir en « V » à un profil en couloir au droit au niveau de Guiler-sur-Goyen. Elle est composée de schistes cristallins et de micaschistes.

### Faune et flore
Le Moulin de Kerguerhent est situé dans la Zone naturelle d'intérêt écologique, faunistique et floristique (ZNIEFF) Continentale de type 2 de la « rivière du Goyen et ses zones humides connexes ». En plus d'être l'exemple sur le plan géomorphologique d'une « zone de cisaillement sud-armoricaine », la zone humide où se situe le moulin abrite de nombreuses espèces, animales comme végétales,. 
| Espèce                                          | Statut de protection |
| ----------------------------------------------- | --- |
| Hermine (Mustela erminea)                       | Espèce de gibier dont la chasse est autorisée selon l'arrêté du 26 juin 1987.                                                                                                  |
| Loutre d'Europe (Lutra lutra)                   | Espèce de vertébrés protégée et menacée d'extinction en France selon l'arrêté du 9 juillet 1999 et selon la Directive Habitats-FauneFlore de l'Union Européenne.               |
| Saumon atlantique (Salmo salar)                 | Espèce de poissons protégée sur l'ensemble du territoire national selon l'arrêté du 8 décembre 1988 et selon la Directive 92/43/CEE Habitats-FauneFlore de l'Union Européenne. |
| Grand Cormoran (Phalacrocorax carbo)            | Protégé depuis la directive Oiseaux de 1979. |
| Martin-pêcheur d'Europe (Alcedo atthis)         | Oiseau « en danger critique », protégé sur l'ensemble du territoire selon l'arrêté ministériel du 17 avril 1981 et la directive Oiseaux de l'Union Européenne de 1979.         |
| Bergeronnette des ruisseaux (Motacilla cinerea) | Protection totale sur le territoire français depuis l'arrêté ministériel du 17 avril 1981 relatif aux oiseaux protégés sur l'ensemble du territoire.                           |

| Espèce                                        | Statut de protection |
| --------------------------------------------- | --- |
| Spiranthe d'été (Spiranthes aestivalis)       | Plante herbacée protégée sur l'ensemble du territoire selon l'arrêté du 20 janvier 1982 et selon la Directive 92/43/CEE Habitats-FauneFlore de l'Union Européenne. |
| Narthécie des marais (Narthecium ossifragum). | Aucun statut de protection particulier |
| Canche des marais (Deschampsia setacea)       | Plante herbacée classée « en danger critique d'extinction » en Bretagne mais ne bénéficiant d'aucun statut règlementaire.                                          |

## Toponymie
En 2003, une étude sur les noms de lieux de Pouldergat suivant les recommandations du groupe d'experts des Nations unies sur les noms géographiques (GENUNG) rapporte l'évolution des noms du moulin et du lieu-dit de Kerguerhent qui se trouve à quelques dizaines de mètres plus au nord du moulin.
Le premier élément du toponyme [kêr] renvoie au village, au lieu habité. Le second élément garde un caractère mystérieux mais cela pourrait renvoyer à [gwern] qui signifie « aulne » ou par extension, « marais ». Enfin, le dernier élément [hent] pourrait renvoyer au chemin. Albert Deshayes émet l'hypothèse que ce dernier pourrait provenir d'un nom de famille [c'hoant] qui renverrait au désir, à l'envie.
| Formes anciennes attestées | Formes anciennes attestées |
| -------------------------- | -------------------------- |
| 1540                       | Kerguerhoent               |
| 1641                       | Kerquergont                |
| 1641                       | Kerguerhoant               |
| 1680                       | Kerguerhont                |
| 1698                       | Kerguerehont               |
| 1703                       | Kerguerhont                |
| 1716                       | Kerguerhont                |
| 1790                       | Kerguerhont                |
| 1815                       | Kerguerhon                 |
| 1829                       | Kerguerhent                |

## Histoire

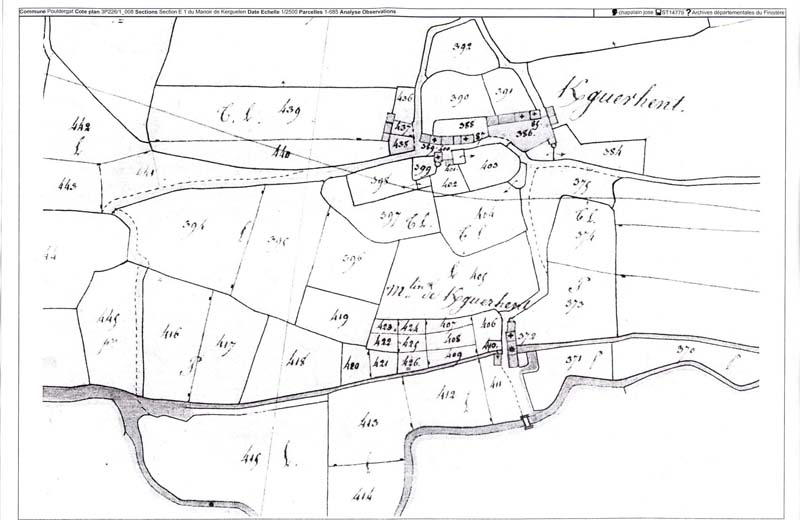
Cadastre napoléonien du Moulin de Kerguerhent vers 1830.

### Le Moulin de Kerguerhent duXVIIIeauXXesiècle
La première partie du Moulin de Kerguerhent a été construite en 1718 avant d'être prolongée en 1773. La première attestation de l'existence du moulin date cependant du 30 novembre 1703, date à laquelle un acte de décès est rédigé pour l'un des enfants du meunier Bougion. Le moulin était originellement composé de trois meules, l'une servait pour broyer la farine à destination de l'Homme, une autre était à destination des animaux. Il utilise une dérivation du Goyen par le biais d'un bief supérieur et inférieur, long, au total, d'environ un kilomètre.

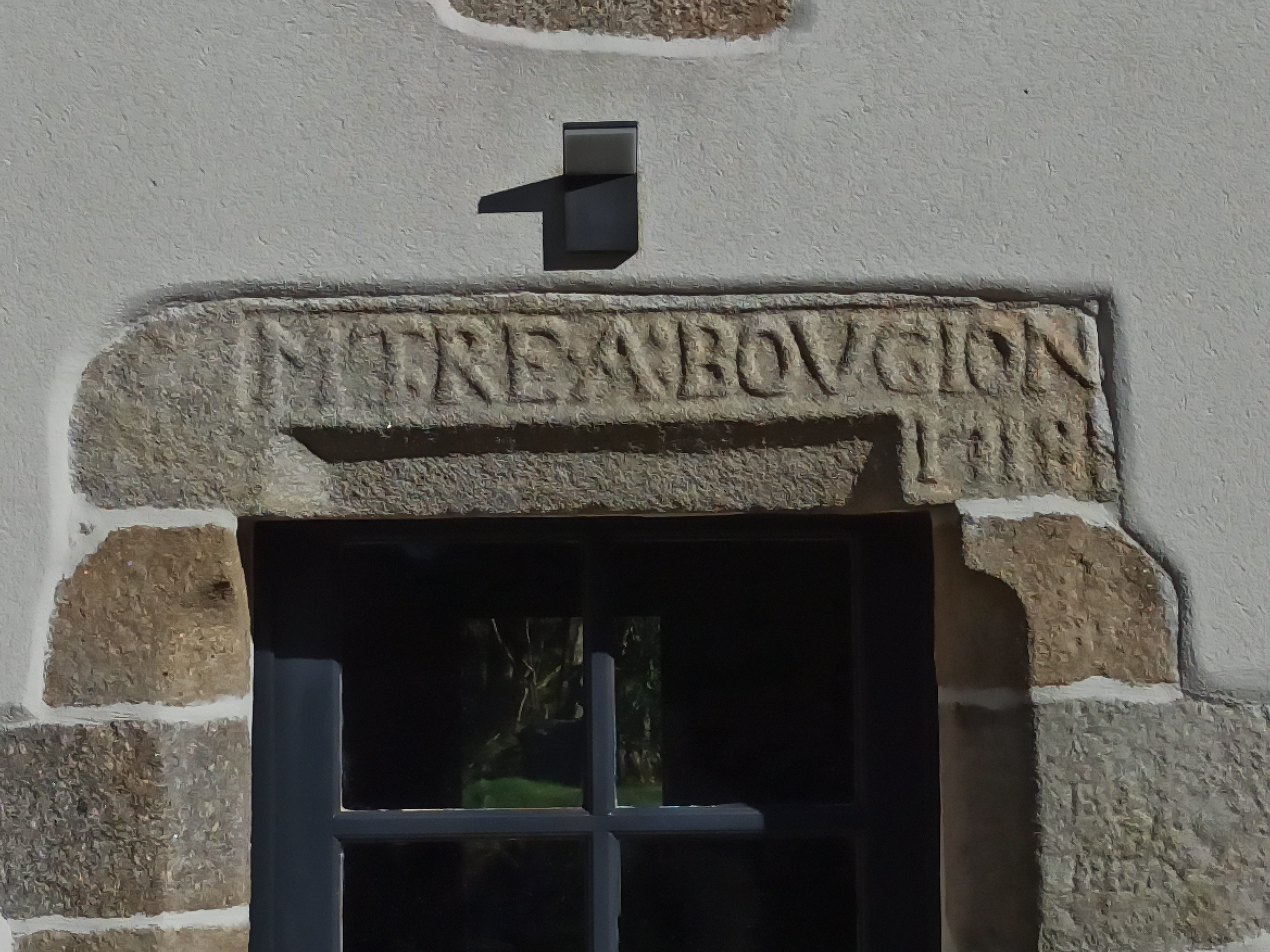
Inscription sur le linteau de la porte du moulin avec écrit M Trea; BOUGION. 1718. Il s'agit du nom du premier meunier ainsi que de la date de création.

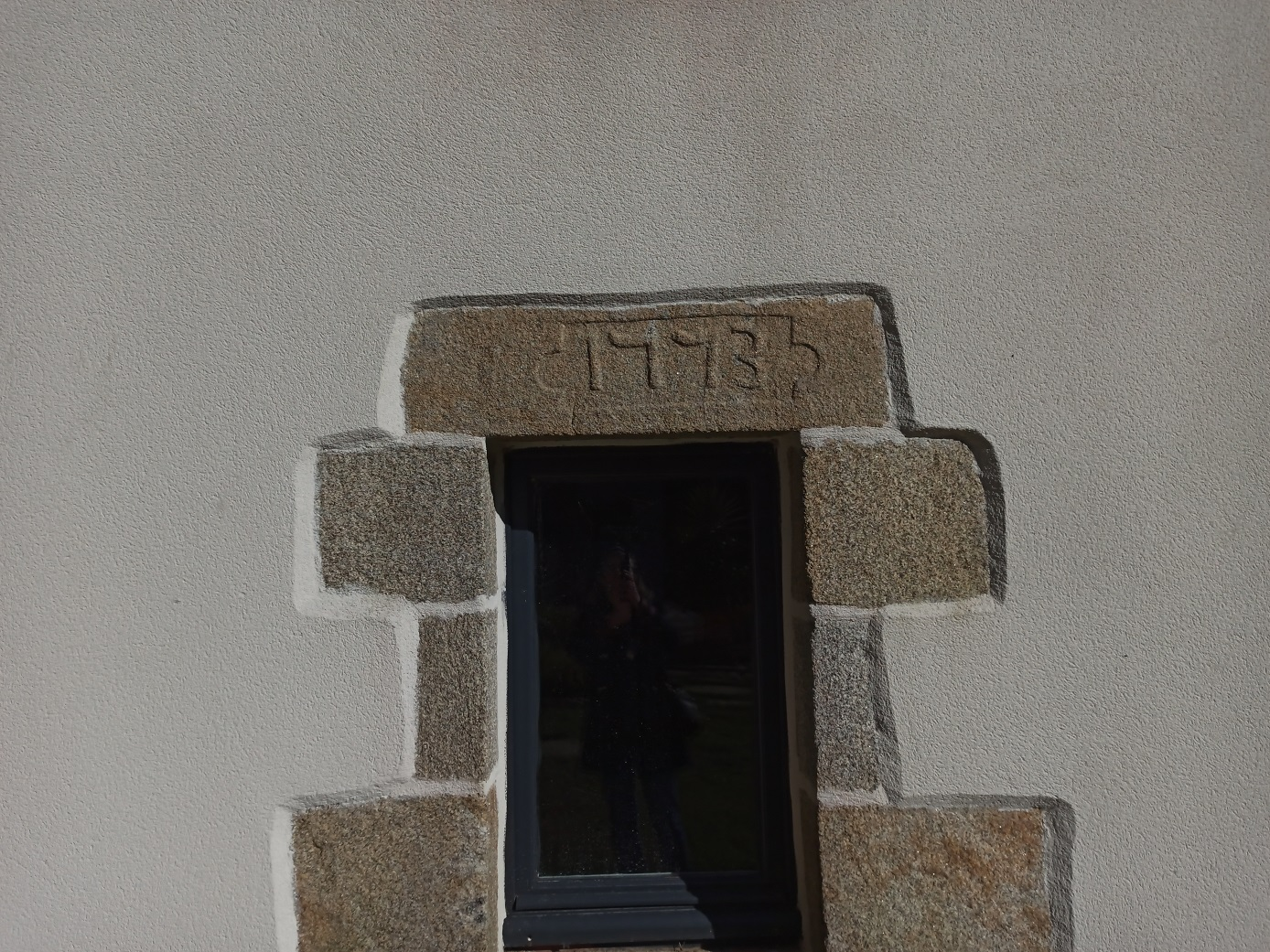
Inscription de l'agrandissement du moulin en 1773.

Il est fait mention du lieu-dit Kerguerhent en 1845 dans l'ouvrage d'Alphonse-Edmond Marteville et de Pierre Varin : 

« Pouldergat (dédié à saint Ergat) ; commune formée par l'ancienne paroisse de ce nom, y compris sa trève Pouldavy ; aujourd'hui succursale. (…) Principaux villages : Pennarcréac'h, Pouldavy, Kergoff, le Roz, Lanogat, Kergoulenen, Kerlaouéret, Kerourien, Kerguerhent. »

Le moulin est resté en activité jusqu'en 1970.

#### Fait divers
Un fait divers frappe le Moulin de Kerguerhent le 7 septembre 1841. Gabriel Marie Le Goff, alors âgé de 23 ans, est accusé de parricide. Il se serait battu avec son père ce qui aurait malencontreusement causé la mort de ce dernier. 

Il fait preuve de réactions superstitieuses qui aggravent sa situation. 

« Les ombres de la nuit l'effraient, résume le président des assises, il rentre la pâleur sur le front dans le cabaret des époux Cotonéa. Il craint de passer un pont où la crédulité publique avait placé des revenants. Craignait-il d'y rencontrer un spectre ? Il venait d'assister à l'autopsie de son père. Ce qu'il y a de certain, c'est qu'il supplia les cabaretiers de venir lui faire la conduite jusqu'à ce qu'il eût passé ce pont… Le lendemain au bourg, il leur dit qu'il allait faire le même voyage que la veille, qu'il ne croyait pas avoir fait de mal ou tant de mal à son père, mais qu'il allait subir l'influence de son étoile »

Il est condamné aux travaux forcés à perpétuité le 29 octobre 1841 au bagne de Brest. Il sera ensuite transféré au bagne de Toulon,.

### Le Moulin de Kerguerhent de nos jours
Le Moulin de Kerguerhent a évolué depuis la fin de son activité initiale. D'abord reconverti en crêperie,, il est aujourd'hui composé de plusieurs gîtes.
Le moulin a déjà fait l'objet de visites lors des Journées du moulin de 2012 ou des Journées du patrimoine de 2013 en partenariat avec l'Association des moulins de Finistère. Il est aussi visible depuis des chemins de randonnées tels que le Circuit Les Moulins de Pouldergat ou la Boucle de Stang Vraz.
Le Moulin de Kerguerhent est mentionné dans un clip promotionnel du Finistère comme l'un des moulins les plus intéressants du Cap Sizun avec le Moulin de Kériolet. 

## Galerie d'images

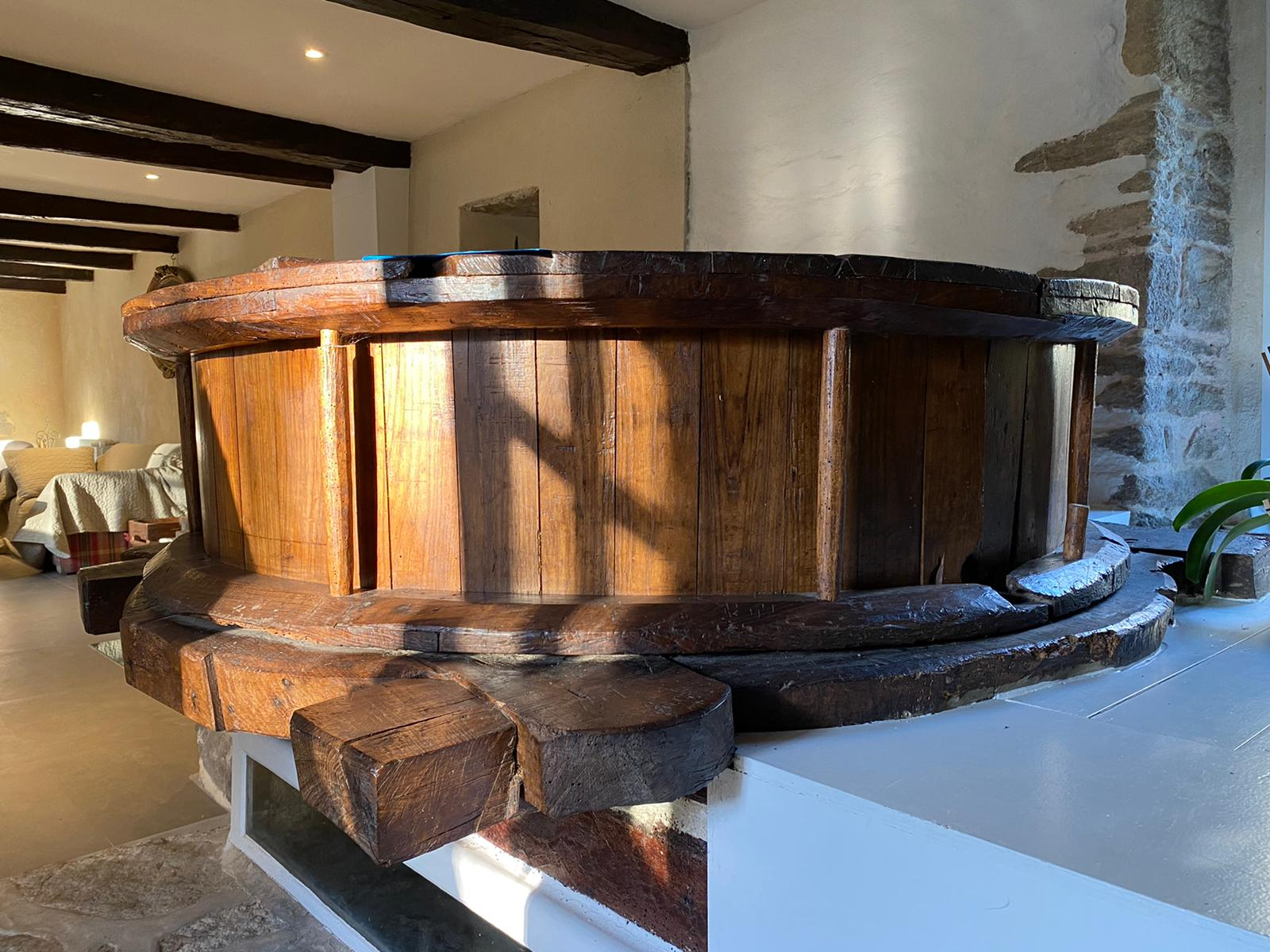
Meule du conduit gauche à l'intérieur du Moulin de Kerguerhent.
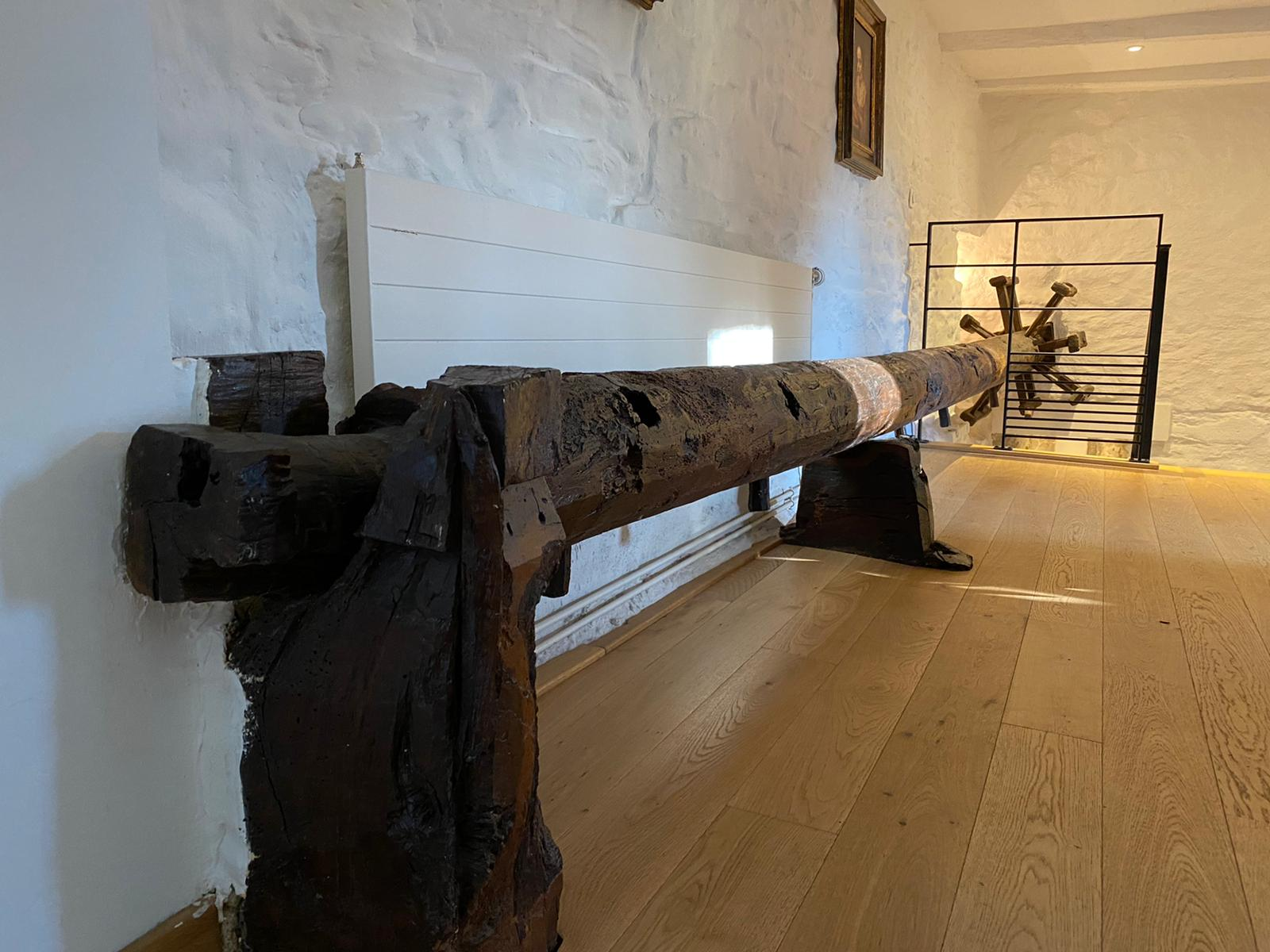
Etat actuel du mécanisme de levage de la meule du Moulin de Kerguerhent.
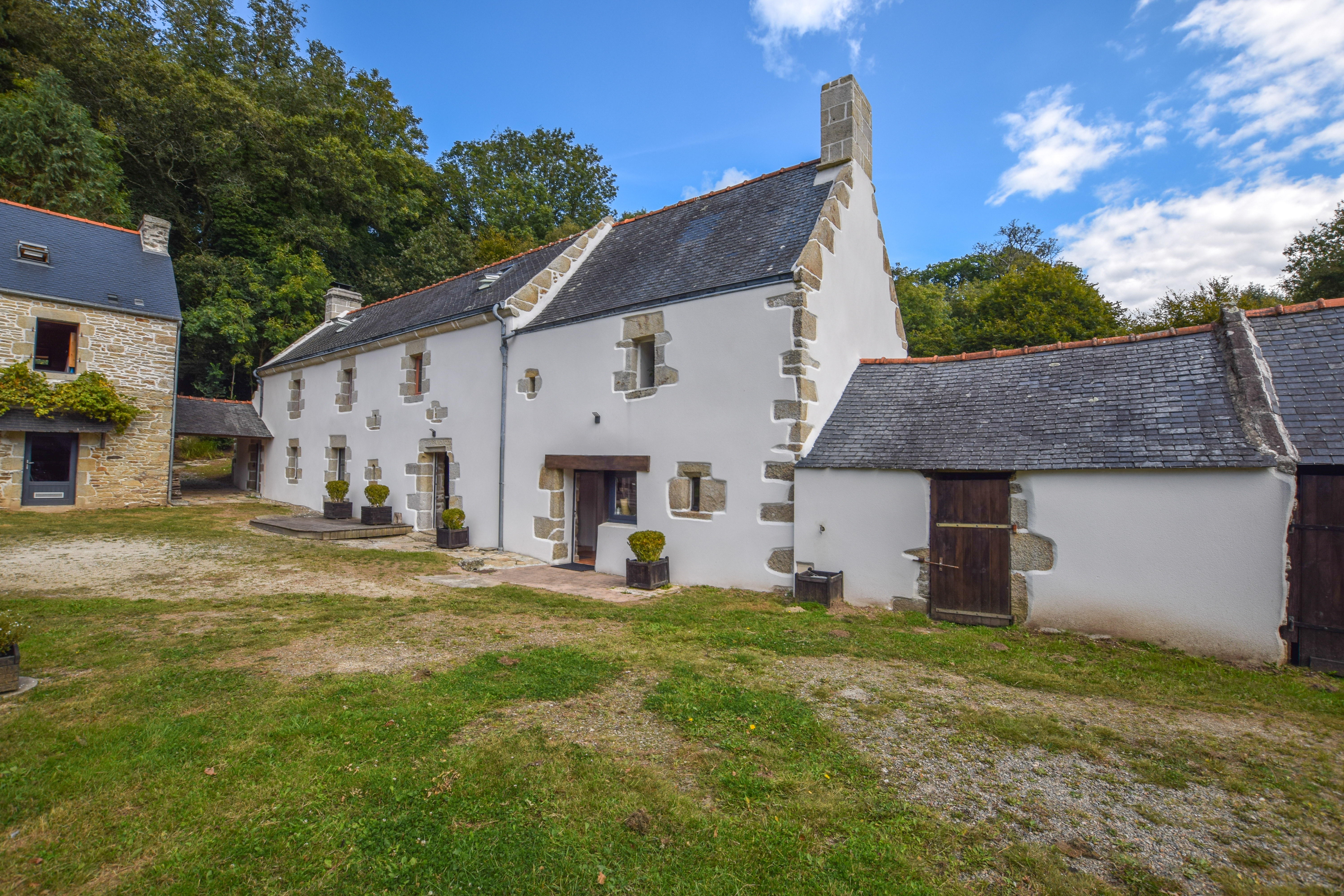
Autre vue de la façade du Moulin de Kerguerhent. Il s'agit de la façade qui contient les nombreuses inscriptions.
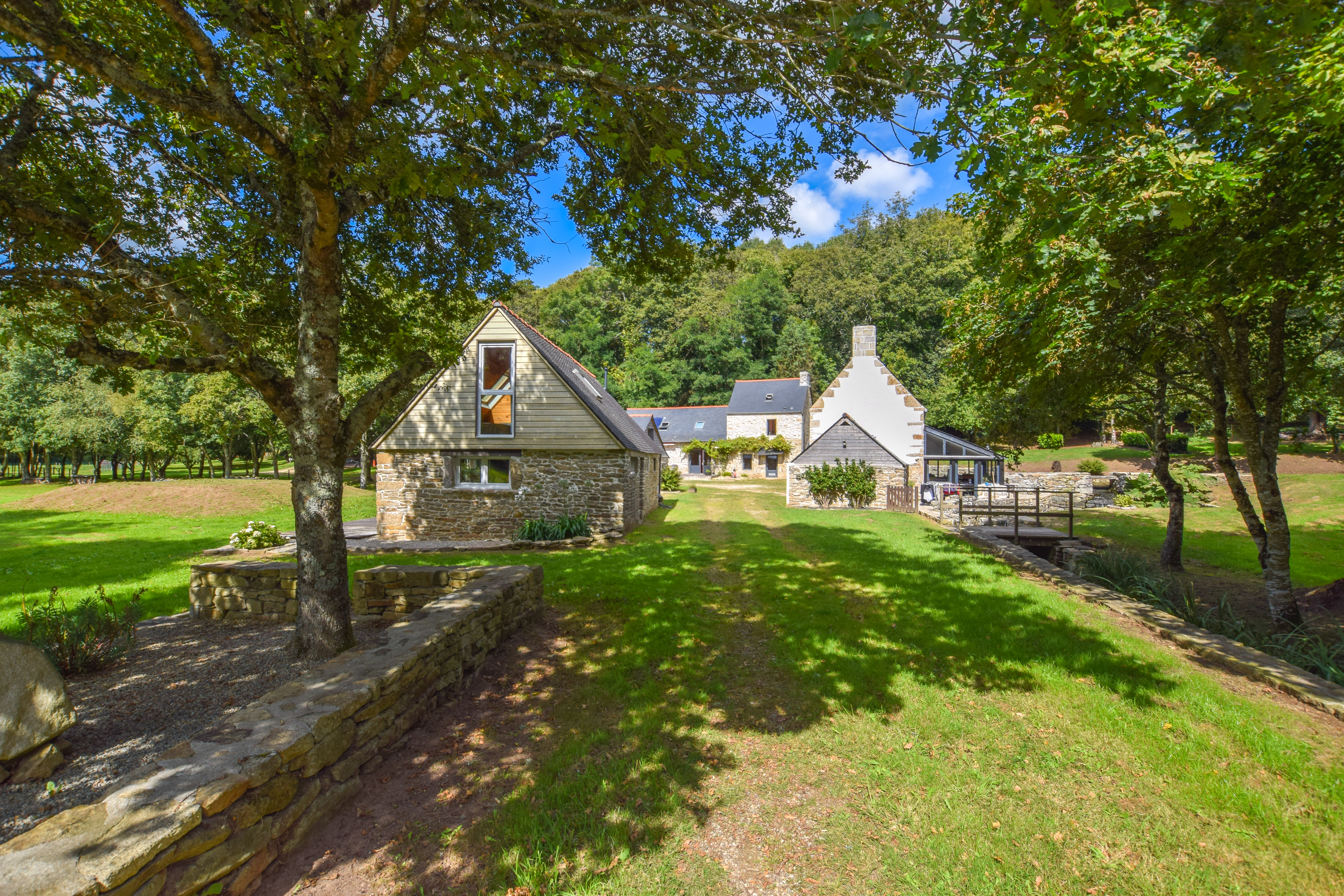
Vue du Moulin de Kerguerhent (à droite) et des autres bâtiments liés à lui depuis le Goyen.
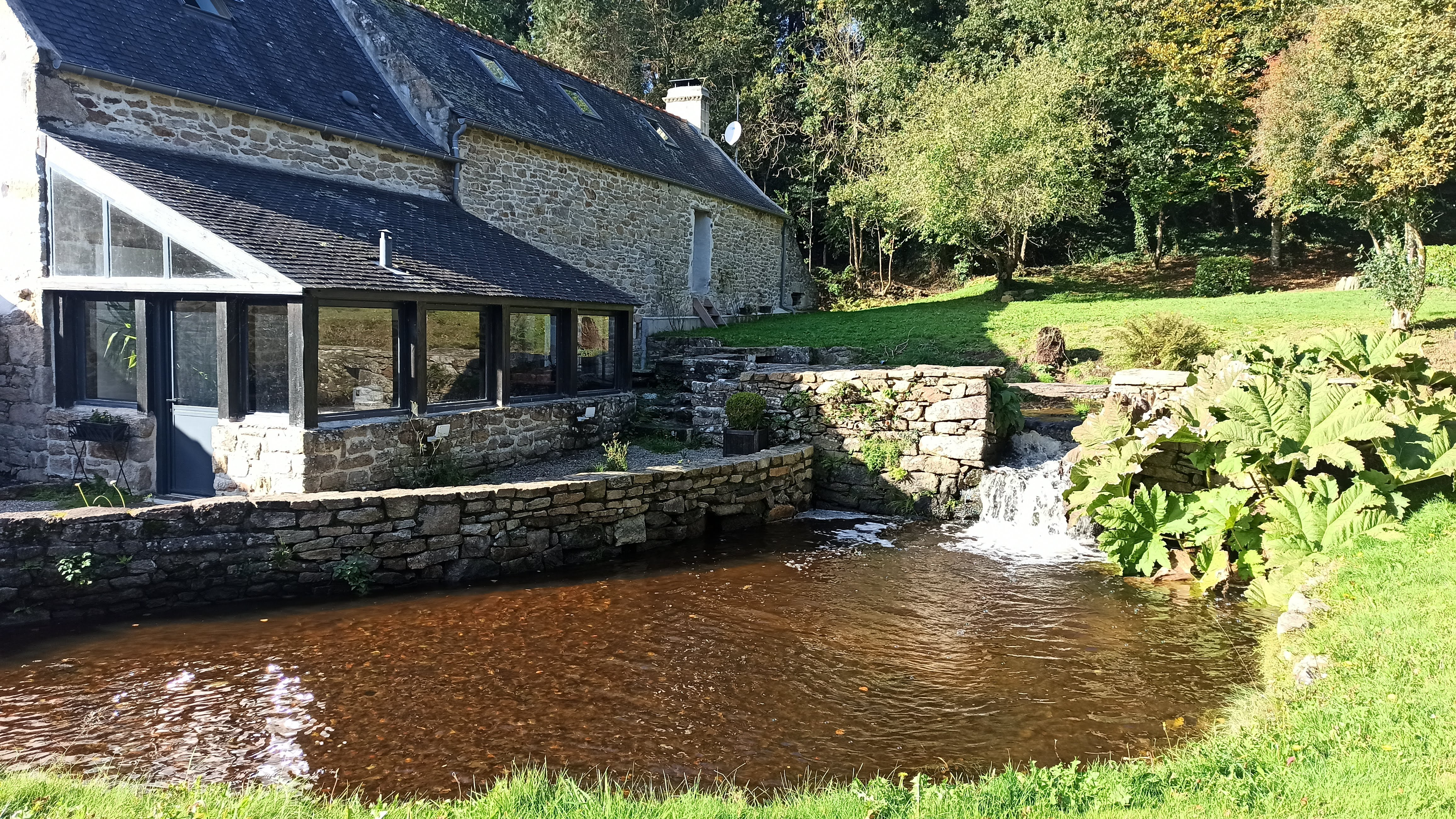
Bassin de retenue d'eau du Moulin de Kerguerhent
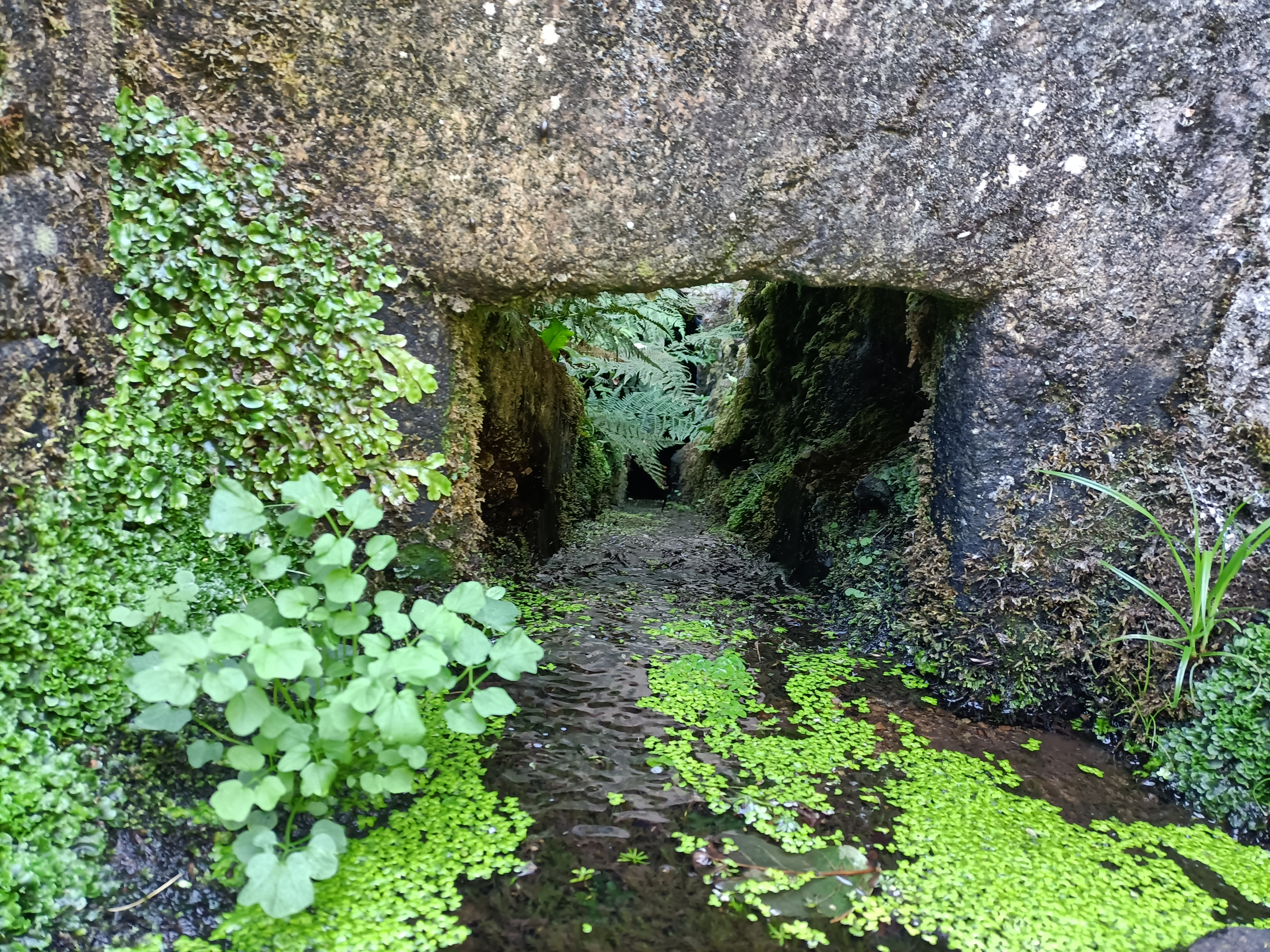
Vue du conduit gauche du bief menant sous le Moulin de Kerguerhent en période d'étiage.
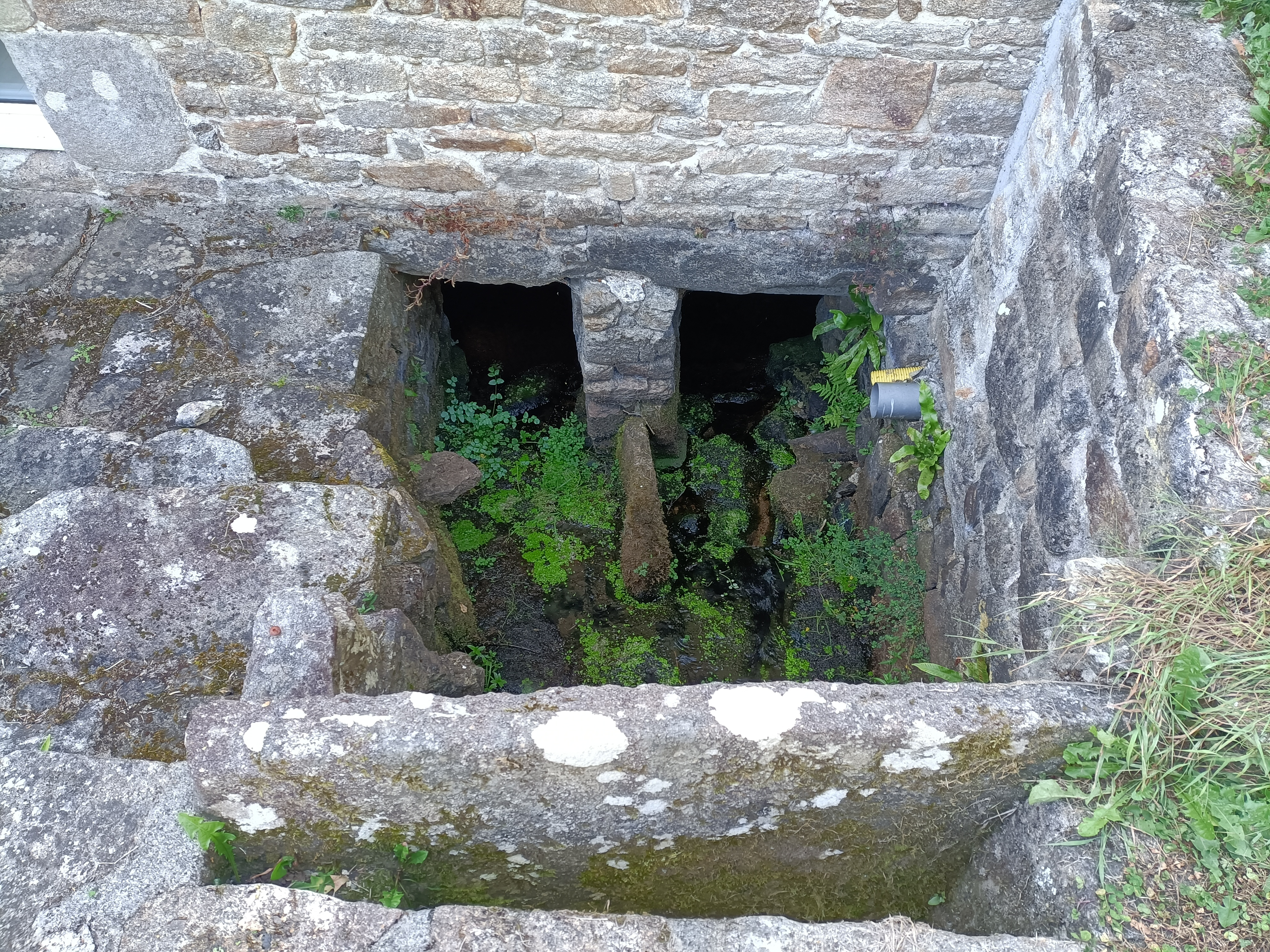
Vue du dessus du conduit droit du bief menant au Moulin de Kerguerhent en période d'étiage.